# Македонци (Грци)
Македонци (грч. Μακεδόνες) или Грци Македонци (грч. Έλληνες Μακεδόνες), је назив за део грчког народа који живи или води порекло из области Македоније која се налази на југу Балканског полуострва. Они чине око 98% становништва Егејске Македоније.